# Fritz Eberth
Fritz Eberth (* 3. Oktober 1910 im Deutschen Reich; † 6. Juli 1968 in Berlin) war ein deutscher Schauspieler bei Bühne, Film und Fernsehen.

## Leben und Wirken
Über Herkunft und Ausbildung Eberths ist derzeit nichts bekannt. In der Spielzeit 1933/34 trat er am Breslauer Lobe-Theater sein erstes nachweisbares Festengagement an. Es folgten bis in die frühen Kriegsjahre hinein Verpflichtungen an kleinere Spielstätten in Karlsruhe (an die Badische Bühne, eine Wanderbühne), Sondershausen und Reichenberg im Sudetenland. Zwischendurch gab Fritz Eberth 1937 in Berlin mit einer kleinen Rolle sein Filmdebüt. Seine letzte Festanstellung an ein Theater bis zur von Goebbels verordneten kriegsbedingten Schließung aller deutschen Spielstätten 1944 erfolgte in den beiden Spielzeiten 1942 bis 1944 an das Linzer Landestheater (heutiges Oberösterreich).
Nach Kriegsende nahm Fritz Eberth seine Bühnentätigkeit mit einem Festengagement 1949/50 in Konstanz wieder auf. In der Spielzeit 1950/51 holte ihn der angesehene Theatermacher Heinz Hilpert an das Deutsche Theater Göttingen, wo Eberth bis 1954 Ensemblemitglied blieb. Zeitgleich kehrte Eberth auch wieder mit kleinen Rollen vor Kinofilmkameras zurück. Seit der Spielzeit 1954/55 schloss sich Eberth bis zu seinem Tode dem Ensemble des Berliner Schiller-Theaters unter der Intendanz von Boleslaw Barlog an. Hier sah man ihn gleich zu Beginn unter anderem als Southard in Herman Wouks Die Meuterei auf der Caine, als Fedja in Leo Tolstois Krieg und Frieden, als Freiherr von Mordax in Christian Dietrich Grabbes Scherz, Satire, Ironie und tiefere Bedeutung und als Kommissar in Carl Zuckmayers Das kalte Licht. Seine Filmtätigkeit setzte er zu dieser Zeit mit Chargen aller Arten unvermindert fort, wobei seit 1957 das Fernsehen mehr und mehr an Bedeutung gewann.

## Filmografie
- 1937: Einmal werd’ ich Dir gefallen
- 1938: Du und ich
- 1939: D III 88
- 1952: Meine Frau macht Dummheiten
- 1952: Tausend rote Rosen blühn
- 1954: Roman eines Frauenarztes
- 1955: Ein Mädchen aus Flandern
- 1956: Anastasia, die letzte Zarentochter
- 1956: Stresemann
- 1957: Kolportage (Fernsehfilm)
- 1958: Stefanie
- 1958: Majestät auf Abwegen
- 1959: Der Patriot (Fernsehfilm)
- 1960: Der Prozeß Mary Duran (Fernsehfilm)
- 1960: Bis dass das Geld Euch scheidet …
- 1960: Waldhausstraße 20 (Fernsehfilm)
- 1961: Die Perser (Fernsehfilm)
- 1963: Die weiße Spinne
- 1963: Der Zinker
- 1964: Das Wirtshaus von Dartmoor
- 1965: Abenteuerliche Geschichten (Fernsehserie): Haie
- 1965: Die schönste Reise der Welt (Fernsehfilm)
- 1965: Tran (Fernsehfilm)
- 1966: Prairie-Saloon (Fernsehfilm)
- 1966: Der Käfig (Fernsehfilm)

## Theater
- 1948: Sophokles: Antigone – Regie: Heinz Hilpert (Deutsches Theater Konstanz)
- 1949: William Shakespeare: Viel Lärm um nichts (Benedikt) – Regie: Heinz Hilpert (Deutsches Theater Konstanz)
- 1949: Hugo von Hofmannsthal: Das Bergwerk zu Falun – Regie: Heinz Hilpert (Deutsches Theater Konstanz)
- 1949: Johann Wolfgang von Goethe: Egmont – Regie: Heinz Hilpert (Deutsches Theater Konstanz)
- 1950: Georg Kaiser: Der Gärtner von Toulouse (Gärtner) – Regie: Thomas Engel (Theater am Kurfürstendamm)
- 1951: Heinrich von Kleist: Prinz Friedrich von Homburg – Regie: Heinz Hilpert (Deutsches Theater Göttingen)
- 1951: Hugo von Hofmannsthal: Der Turm – Regie: Heinz Hilpert (Deutsches Theater Göttingen)
- 1951: William Shakespeare: Das Wintermärchen – Regie: Heinz Hilpert (Deutsches Theater Göttingen)
- 1952: Ulrich Becher: Feuerwasser – Regie: Heinz Hilpert (Deutsches Theater Göttingen)
- 1953: William Shakespeare: Maß für Maß – Regie: Fritz Schmiedel (Deutsches Theater Göttingen)
- 1953: William Shakespeare: Der Widerspenstigen Zähmung – Regie: Heinz Hilpert (Deutsches Theater Göttingen)
- 1954: Georg Büchner: Woyzeck – Regie: Oscar Fritz Schuh (Theater am Kurfürstendamm)
- 1954: Ulrich Becher: Madame Löwenzahn – Regie: Ludwig Berger (Schlosspark Theater Berlin)
- 1955: Christian Dietrich Grabbe: Scherz, Satire, Ironie und tiefere Bedeutung – Regie: Heinrich Koch (Schlosspark Theater Berlin)
- 1956: Carl Zuckmayer: Das kalte Licht (Buschmann) – Regie: Boleslaw Barlog (Schiller Theater Berlin)
- 1956: Arthur Miller: Der Blick von der Brücke (Marco) – Regie: Leo Mittler (Schlosspark Theater Berlin)
- 1956: William Shakespeare: Heinrich IV. (Sir Richard Vernon) – Regie: Josef Gielen (Schiller Theater Berlin)
- 1956: Leopold Ahlsen: Philemon und Baukis – Regie: Albert Bessler (Schlosspark Theater Berlin)
- 1958: Gotthold Ephraim Lessing: Minna von Barnhelm (Paul Werner) – Regie: Boleslaw Barlog (Schiller Theater Berlin)
- 1958: Maxim Gorki: Nachtasyl – Regie: Leo Mittler (Schiller Theater Berlin)
- 1962: George Bernard Shaw: Die heilige Johanna – Regie: Walter Henn (Schiller Theater Berlin)
- 1963: Max Frisch: Andorra – Regie: Fritz Kortner (Schiller Theater Berlin)
- 1964: Joseph von Eichendorff: Die Freier – Regie: Boleslaw Barlog (Schiller Theater Berlin)
- 1964: Alexander Ostrowski: Der Wald – Regie: Boleslaw Barlog (Schiller Theater Berlin)
- 1964: Eugène Ionesco: Der König stirbt – Regie: Vlado Habunek (Schlosspark Theater Berlin)
- 1967: Luigi Pirandello: Cece – Regie: Moritz Milar (Schiller Theater Berlin)